# Dinis Machado
Dinis Machado, vlastním jménem Dinis Ramos e Machado (21. března 1930, Lisabon – 3. října 2008, tamtéž) byl portugalský prozaik, sportovní novinář a filmový kritik.

## Život
Dinis Machado vystudoval obchodní školu a poté se více než dvacet let věnoval novinářské práci. Jako sportovní novinář přispíval do listů Diário Ilusrado, Diário de Lisboa a Record a své filmové kritiky uveřejňoval v časopise Filme. Věnoval se také nakladatelské práci. Jako spisovatel publikoval nejprve pod pseudonymem Dennis McShade tři detektivní romány (z pozůstalosti byl pak vydán ještě jeden), ale skutečný úspěch mu přinesl až pod vlastním jménem vydaný román O que diz Molero (1977, Co tvrdí Molero), který se zařadil mezi stěžejní díla moderní portugalské prózy.

## Dílo

### jako Dennis McShade
- Mão direita do Diabo (1967, Pravá ruka ďábla), detektivní román,
- Requiem para D. Quixote (1967, Requiem pro Dona Quixota), detektivní román,
- Mulher e arma com guitarra espanhola (1968, Žena a zbraň se španělskou kytarou), detektivní román,
- Blackpot (2009), detektivní román.

### jako Dinis Machado
- O que diz Molero (1977, Co tvrdí Molero), román s pikareskními, tragikomickými a detektivními prvky, který se vyznačuje jemnou ironií a hravým, chápavým humorem, čímž se přibližuje dílům našeho spisovatele Bohumila Hrabala. Děj románu spočívá v dialogu dvou postav, které se snaží interpretovat autobiografickou zprávu jakéhosi Molera o životě neznámého Chlapce, údajného autora knihy Andělská tvář (Angel Face). V jednotlivých příbězích jeho života se mísí banální se vznešeným, ožívají v nich lisabonské chudinské čtvrti i bohémská prostředí a zde žijící svérázné postavičky, zároveň ale kniha nastoluje zneklidňující otázky týkající se života celé moderní společnosti.
- Discurso de Alfredo Marceneiro a Gabriel García Márquez (1984, Řeč Alfreda Marcenaria ke Garbrielovi Garcíovi Márquezovi), krátká básnická próza inspirovaná prostředím Lisabonu,
- Reduto quase final (1989, Téměř poslední útočiště), sbírka krátkých próz,
- Gráfico de vendas com orquídea: e outras formas de arrumação de conhecimentos: 20 textos (de 1977 a 1993) (1999).

## Česká vydání
- Co tvrdí Molero, Dauphin, Praha 2011, přeložil Vlastimil Váně